# 데바부티
데바부티(산스크리트어: देवभूति)는 숭가 제국의 마지막 황제이다. 그는 대신 바수데바 칸바에 의해 암살되었으며, 그의 사후 숭가 제국이 무너지고 칸바 왕조로 교체되었다.

## 치세
푸시야미트라 숭가 이후 후대의 숭가 황제들은 권력이 거의 없는 허수아비 신세였다. 바나의 '하르사차리타'에 따르면 그는 재상 바수데바 칸바에 의해 황후로 변장한 데바후티의 여종의 딸에게 암살당했다고 한다.
그는 여자와의 교제를 지나치게 좋아했으며, 감각적 쾌락에 지나치게 탐닉했다고 한다.

## 참고 문헌
- Thapar, Romila (2013), 《The Past Before Us》, Harvard University Press, ISBN 978-0-674-72651-2
- "Dictionary of Buddhism" by Damien Keown (Oxford University Press, 2003) ISBN 0-19-860560-9
- Raychaudhuri, Hemchandra (2006), 《Political History of Ancient India》, Cosmo Publications, ISBN 81-307-0291-6
- "Aśoka and the decline of the Mauryas" Romila Thaper (London 1961).
- "The Yuga Purana", John E. Mitchiner, Kolkata, The Asiatic Society, 2002, ISBN 81-7236-124-6